# Gönyű
Gönyű község Győr-Moson-Sopron vármegyében, a Győri járásban. Jelentős kikötőtelepülés.

## Fekvése
Magyarország északnyugati részén, az ott határfolyóként húzódó Duna jobb partján helyezkedik el, a megyeszékhely Győrtől 16 kilométerre keletre, csodálatos természeti környezetben. Északról a Duna határolja, délről pedig természetvédelmi területnek nyilvánított erdő. A határában éri el a Bakonyban eredő Cuha-patak a Dunát, a kisalföldi szakaszán már Bakony-ér néven húzódva.
Közigazgatási területe az államhatár magyar oldalán csak két településsel határos – kelet és dél felől Nagyszentjánossal, nyugat felől pedig Győrrel (illetve a megyeszékhely részét képező Győrszentivánnal) –, északi szomszédja, a túlparti Kolozsnéma (Kližska Nemá) már Szlovákiához tartozik. Főutcája az 1-es főút, illetve a déli határszélét érinti a Budapest–Hegyeshalom–Rajka-vasútvonal is, de állomásai csak a szomszédos településeken vannak.

## Története
A Római Birodalom idején, a limes részeként útállomás létesült itt, mely az utazók és lovaik számára kínált lehetőséget a megpihenésre. Ugyanilyen céllal épült sok évszázaddal később,  Mária Terézia korában a ma is látható postakocsi-fogadó, Fellner Jakab tervei alapján. Valószínűleg ebben a fogadóban töltött el egy éjszakát I. Ferenc császár, amikor a XIX. század elején, Napóleon elől menekülve e településen is áthaladt.
A Duna minden korszakban központi szerepet töltött be a falu életében. A halászok a folyó vizéből olykor 300 kg-nál is súlyosabb „fia czápákat”, azaz vizákat emeltek itt ki, melyeket szekéren szállítottak be a pannonhalmi apátságba adó gyanánt. Az 1850-es években a gőzhajók megjelenése a falu fellendülését hozta magával, Gönyű Győr elő-kikötőjévé vált. Írásos nyoma van, hogy Kazinczy Ferenc költőnk Pannonhalmára igyekezve egy alkalommal itt szállt ki a gőzhajóról. Virágzott a kereskedelem, mozgalmasak voltak a hétköznapok. Naponta 50 hajó és uszály is kikötött itt, hogy élelmet és szenet vegyen fel. A lakosság nagy része a hajós mesterséget választotta, a tudás apáról fiúra szállt.
Az I. világháború után a Dunán megindult a nemzetközi hajózás, és rohamosan nőtt a motoros hajók száma. Ezeknek már nem kellett Gönyűn üzemanyagért megállniuk, csak a kalauzok és kormányosok ki- és beszállása miatt kötöttek ki a hajók. Az itt tartózkodás ideje lerövidült, ami a boltok forgalmára és a település fejlődésére is hatással volt. A hajósok száma azonban továbbra is nőtt, a település férfi lakosságának fele a hajókon kereste a kenyerét. A kalauzok és kormányosok egy-egy Duna-szakasz specialistáivá váltak.
A II. világháború alatt a hadiszállítások miatt sok jól képzett hajósra volt szükség, akik ismerték a Gönyű–Regensburg-szakasz sajátosságait. Természetesen köztük is sok gönyűit találunk. A hajósokat nem hívták be katonának, de a Dunába szórt aknák állandó veszélyt jelentettek a hajózókra nézve. A világháború alatt sok hajó aknára futott, ezek áldozatai között is voltak e településről származó hajósok. A háború végén a hajózás összeomlott, a határokat lezárták, a folyó tele volt elsüllyedt hajóroncsokkal. A gönyűi hajósok munka és megélhetés nélkül maradtak.
Sok gönyűi segített a roncsok kiemelésében, kockáztatva ezzel az életét is. Többen elpártoltak a hajózásról, mások különböző vállalatoknál találtak munkát, igyekezve a víz közelében maradni.
Az 1950-es években a hajóállomást Komáromba helyezték át, ezzel a falu központi szerepe megszűnt. Ugyanakkor egyre több gönyűi vett részt szakmai képzéseken, tette le a kapitányi vizsgát, mivel a technika fejlődése a tisztek tudásának bővülését kívánta.
A gönyűi hajósmúlt hírneve nem múlt el nyomtalanul: amikor a MAHART 1980-ban felavatta akkori legújabb személyhajóját, azt Gönyű névre keresztelték a helyi hajóállomáson.
A hajóscsaládokban a fiúk – igaz, jóval kisebb számban – a mai napig szívesen választják a hajós szakmát. A gönyűi hajósok továbbra is járják a Dunát teherhajókkal, szállodahajók kapitányaként, kormányosaként vagy azok legénységi tagjaiként, és az ország legnagyobb jégtörő hajója is itt állomásozik. Fedélzetén gönyűi hajósok várják a parancsot, hogy hazai vagy nemzetközi vizekre induljanak, biztosítani a hajók útvonalát.
A Győr-Gönyű Országos Kikötő is a kedvező elhelyezkedés miatt talált helyet Gönyű határában, meghatározva ezzel a település arculatát és bevételi forrásait. Az önkormányzat jelenleg is nagy erőfeszítéseket tesz annak érdekében, hogy a Sablon:Tavaly létesült úszómű segítségével újra felvirágozzék a vízi élet, és minél több vízitúrázó kössön ki a településen.

## Népesség
A település népességének változása:
| Lakosok száma | 3012 | 3051 | 3049 | 3168 | 3206 | 3230 | 3274 |
|               | 2013 | 2014 | 2015 | 2021 | 2022 | 2023 | 2024 |

A 2011-es népszámlálás során a lakosok 89,6%-a magyarnak, 0,2% cigánynak, 0,2% lengyelnek, 1,2% németnek, 0,2% románnak, 0,2% szlováknak mondta magát (10,4% nem nyilatkozott; a kettős identitások miatt a végösszeg nagyobb lehet 100%-nál). A vallási megoszlás a következő volt: római katolikus 50,3%, református 4,5%, evangélikus 1,9%, görögkatolikus 0,5%, felekezeten kívüli 13,7% (28,5% nem nyilatkozott).
2022-ben a lakosság 89,7%-a vallotta magát magyarnak, 0,7% németnek, 0,5% románnak, 0,3% ukránnak, 0,2% szlováknak, 0,1-0,1% szerbnek, lengyelnek és cigánynak, 1,5% egyéb, nem hazai nemzetiségűnek (10,2% nem nyilatkozott; a kettős identitások miatt a végösszeg nagyobb lehet 100%-nál). Vallásuk szerint 33,9% volt római katolikus, 5,5% református, 1,7% evangélikus, 0,8% görög katolikus, 0,1% ortodox, 0,8% egyéb keresztény, 1,2% egyéb katolikus, 12,5% felekezeten kívüli (43,4% nem válaszolt).

## Közélete

### Polgármesterei
- 1990–1994: Mentler László (független)[5]
- 1994–1998: Törzsök Gyula (független)[6]
- 1998–2002: Törzsök Gyula (független)[7]
- 2002–2006: Törzsök Gyula (független)[8]
- 2006–2010: Major Gábor (független)[9]
- 2010–2014: Major Gábor József (független)[10]
- 2014–2019: Major Gábor József (független)[11]
- 2019–2024: Major Gábor József (független)[12]
- 2024– : Major Gábor József (független)[1]

## Látnivalók

### Duna Panoráma Tanösvény
Ahogy a régmúlt korok utazói megpihentek itt, úgy a mai turisták is békét lelhetnek a szemet gyönyörködtető természeti szépségű Duna-parton, érkezzenek akár két keréken az EUROVELO 6-os kerékpárúton, négy keréken az 1-es főúton, vagy a víz irányából. A tanösvény fogadópontja a Kossuth Lajos utca és a Rákóczi Ferenc utca sarkán, a keresztnél található. Innen a madárösvény vezet le a Dunához, ami váratlan panorámával tárul elénk. A tanösvényen interaktív, magyar és angol nyelvű táblák vezetik a látogatókat.  A séta minden korosztály számára élményt nyújt. Valaki a panorámában gyönyörködik az új padokon ülve, mások szívesen elolvassák a helytörténeti érdekességeket, és biztosan akad olyan is, aki az okos telefonja segítségével filmet néz, applikációt tölt le, vagy lejátssza a Gönyűről szóló mesét a család apróságainak. A gyerekek figyelmét nemcsak a mese köti le, hanem a táblákba épített játékok is. A kilátópontról panorámatávcsövön keresztül megfigyelhetőek a víz fölött szálló madarak, a tematikus, hajós játszótér pedig ráhangol a megújult épületbe került helytörténeti kiállításra, mely a helyi hajósok relikviáit mutatja be.

### Hajóskiállítás
Kossuth Lajos utca 97.
A kiállítás a helyi hajós dinasztiák kincseit és a halászattal kapcsolatos tárgyi emlékeket mutatja be. A hajózási felszerelések, kitüntetések, egyenruhák és makettek mellett egy interaktív hajóorr is megtalálható a kiállítótérben, amin megszólaltatható a harang és elkészülhetnek benne a vagány szelfik is. A fotókon a munkájukkal országos hírnevet kivívott hajósok mosolyognak a kamerába. A beszámolók szerint, ha egy újonc hajósnak jelentkezett, és elmondta, hogy gönyűi, azonnal felvették, mert tudták, hogy olyan hajóst alkalmaznak, akinek a vérében van a víz szeretete. A kiállításban szerepelnek talányos tárgyak is, amik az önellátás módozatairól árulkodnak. Ilyen például a mészkőből készült vízszűrő, ami a Duna vizét ivóvízzé tisztította, vagy a petróleummal működő, különös főzőalkalmatosság. A hajósok mellett a gönyűi halászoknak is emléket állít a kiállítás. Bárka, tükörháló, varsa, tápli és szapulyok is láthatóak a kisebbik teremben. Hogy két utóbbi vajon mi lehet, azt nem árulhatjuk el, azért el kell jönni a kiállításig. A mottó a rómaiak óta mit sem változott: „Navigare necesse est!”, azaz: Hajózni kell! „Pompeius Magnus”.

### Széchenyi – Magyarország legnagyobb jégtörő hajója
Ha szerencsénk van, akkor a tanösvényen sétálva megpillanthatjuk Magyarország legnagyobb és legerősebb jégtörő hajóját, aminek állandó állomáshelye Gönyű. Ez a hajó volt a főszereplője a 2012-es híradásoknak, amikor több gönyűi hajóssal a fedélzetén a déli határ alatti szerb-horvát közös Duna szakaszra indult azzal a feladattal, hogy megelőzze a káros jégtorlaszok, jégdugók kialakulását. Két 1000 lóerős főgép, 45.000 liter tározható gázolaj, 420 tonnás súly. Hogy csak néhány adatot említsünk a monumentális hajóról.

### Szent Péter és Pál római katolikus templom
Kossuth Lajos utca 87.
Az országos műemléki védettséget élvező katolikus templom a gróf Eszterházy család megbízásából épült. 1795-ben szentelték fel Szent Péter és Pál tiszteletére. Az épület a copf vagy más néven klasszicizáló késő barokk stílus jegyeit viseli. A főbejárat fölé a család faragott címere került a kardot emelő griffel, és ide helyezték a felújításáról megemlékező, latin nyelvű táblát is. A templom csak a misék ideje alatt látogatható. A miserend a templom előtti hirdetőtáblán olvasható.

### Református–evangélikus templom
Kossuth Lajos utca 147.
A Győri Evangélikus Egyházközség és a Bőnyi Református Egyházközség a gönyűi evangélikus szórvány- és református leánygyülekezetek kívánságára építette fel Gönyűn Isten házát. A templomot 2005 pünkösdjén szentelték fel. Az épület magán viseli a protestáns templomépítészet évszázados hagyományait és a modern építészeti elvárásokat, stílusa megjeleníti az erdélyi falvak kis templomainak meghitt hangulatát. A nyitvatartási rend a templom előtti hirdetőtáblán olvasható.

### Macskaköves út
A gönyűi Kossuth Lajos utca Magyarország leghosszabb falubeli macskaköves útja, csaknem 3 kilométer hosszú.  A Római Birodalom idején a község területén vezetett át az Arrabonát Brigetióval, a mai Győrt Ószőnnyel összekötő országút. Ez az út képezi az alapját az immár műemlék értékű macskaköves útnak. Ez volt a régi főút Budapest és Győr között.
A kockakövek vulkáni eredetű kőzetből készültek, leginkább bazaltból. A lerakási mód többféle lehetett. Gönyűn hullámvonalban helyzeték el a köveket, ami a kiskockakő szabálytalan mérete és alakja miatt észszerű kőfektetési mód volt. Ezzel a módszerrel ugyanis a különböző méretű kövek csaknem maradéktalanul felhasználhatóak voltak. A macskaköves útburkolat a II. világháborúig volt elterjedt szabadtéri burkolási módszer, az 1960-as évektől kiszorította az aszfalt. A macskakő előnye, hogy nagy szilárdságú, és a köveket többször is le lehet rakni, mivel nincsenek egymáshoz rögzítve, hátránya, hogy esőben a felülete csúszós.

## Érdekesség
A gönyűi futballpálya évtizedekig trapéz alakú volt, ám 2012-ben újra kimérték a pálya területét és kijavították a hibákat. A hibára a Google térképszolgáltatásában tárolt légifelvételek megtekintésekor jöttek rá.
Gönyű a római idők alatt sokáig működött mint lepratelep a limes (pontosítva Limes Pannonicus) személyzete illetve a környékbeliek számára. A rómaiak kivonulásával megszűnt a település ezen funkciója.

## Jegyzetek

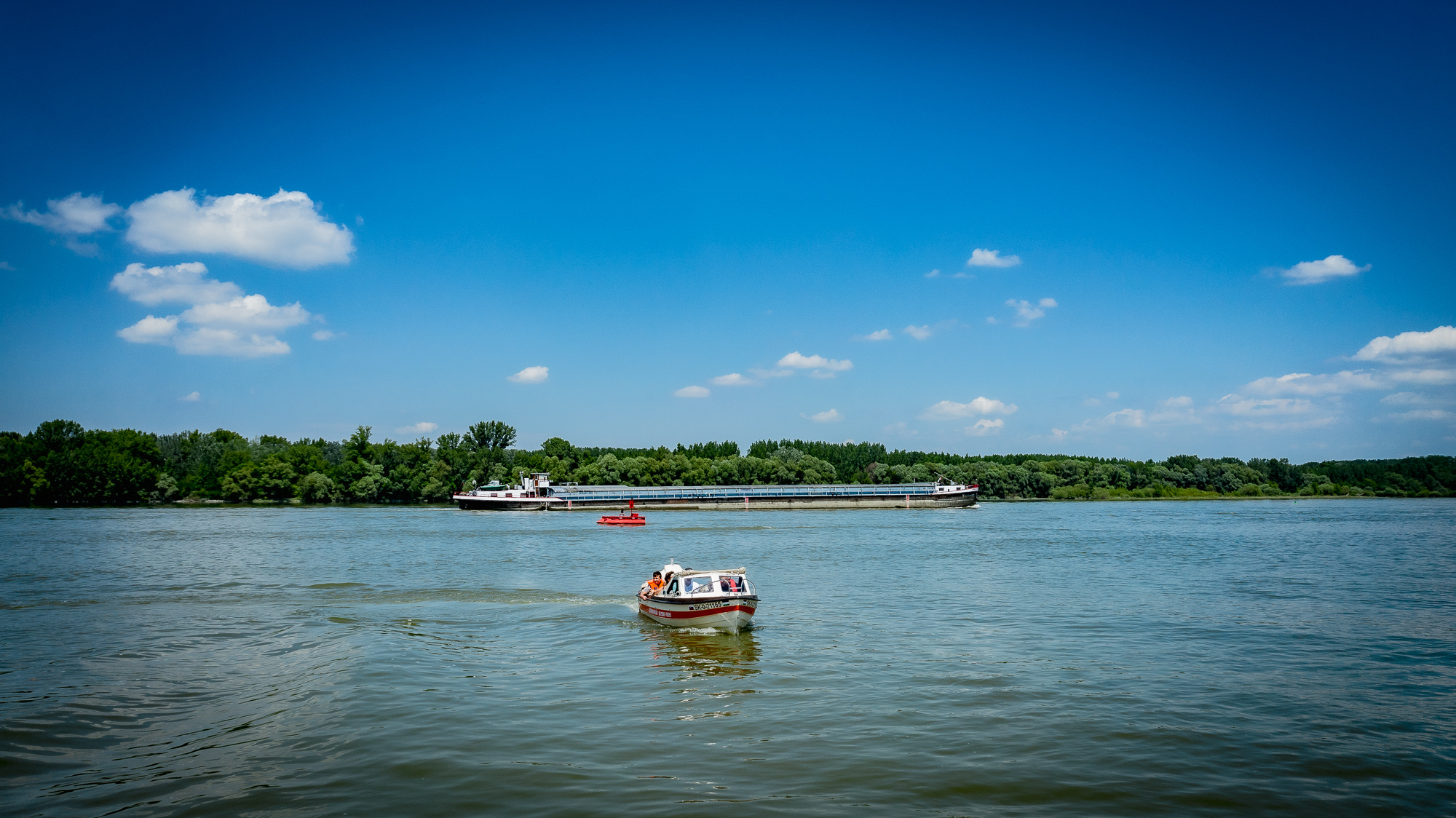
Vízi élet a Dunán

## Galéria

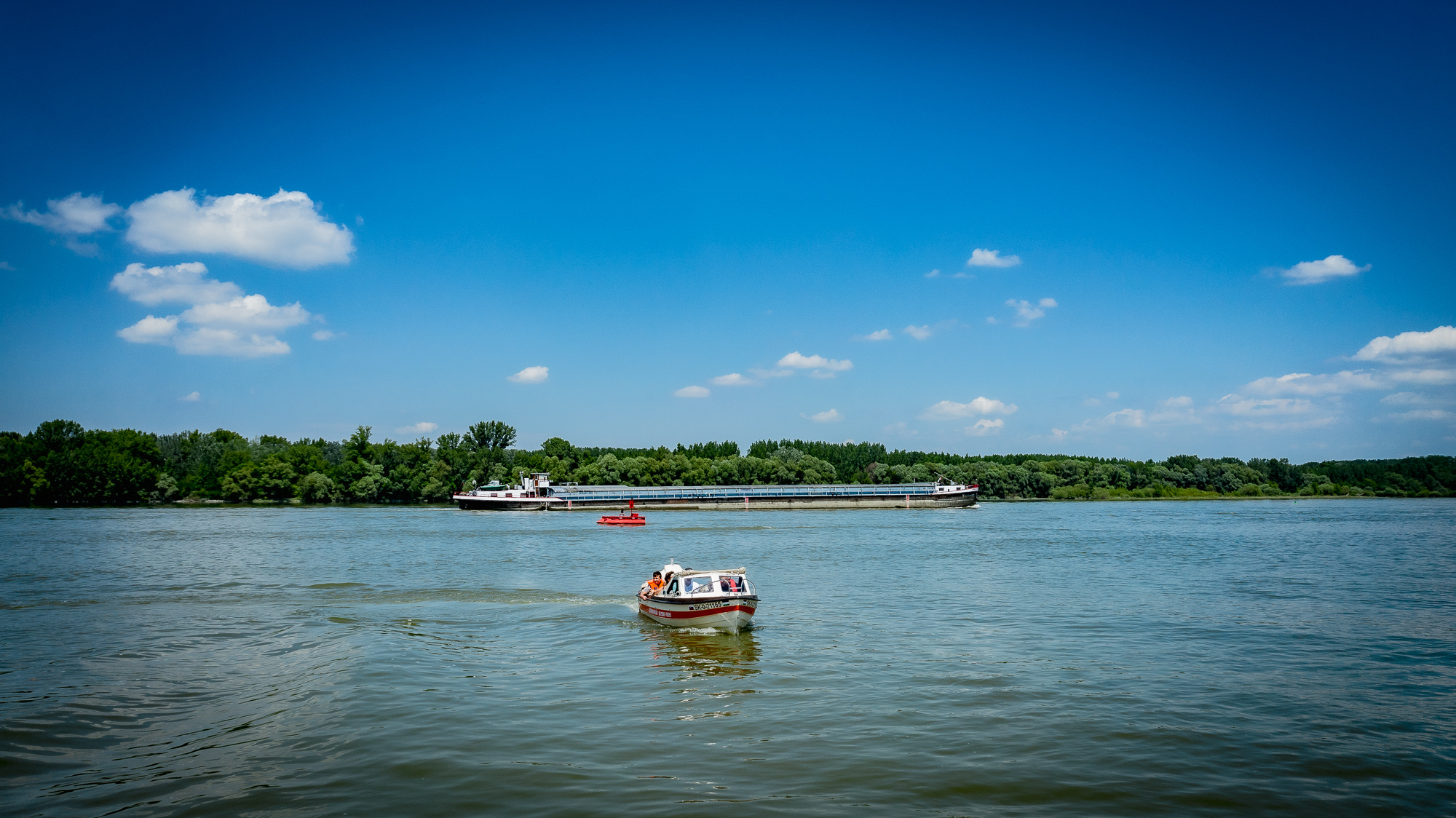
Vízi élet a Dunán
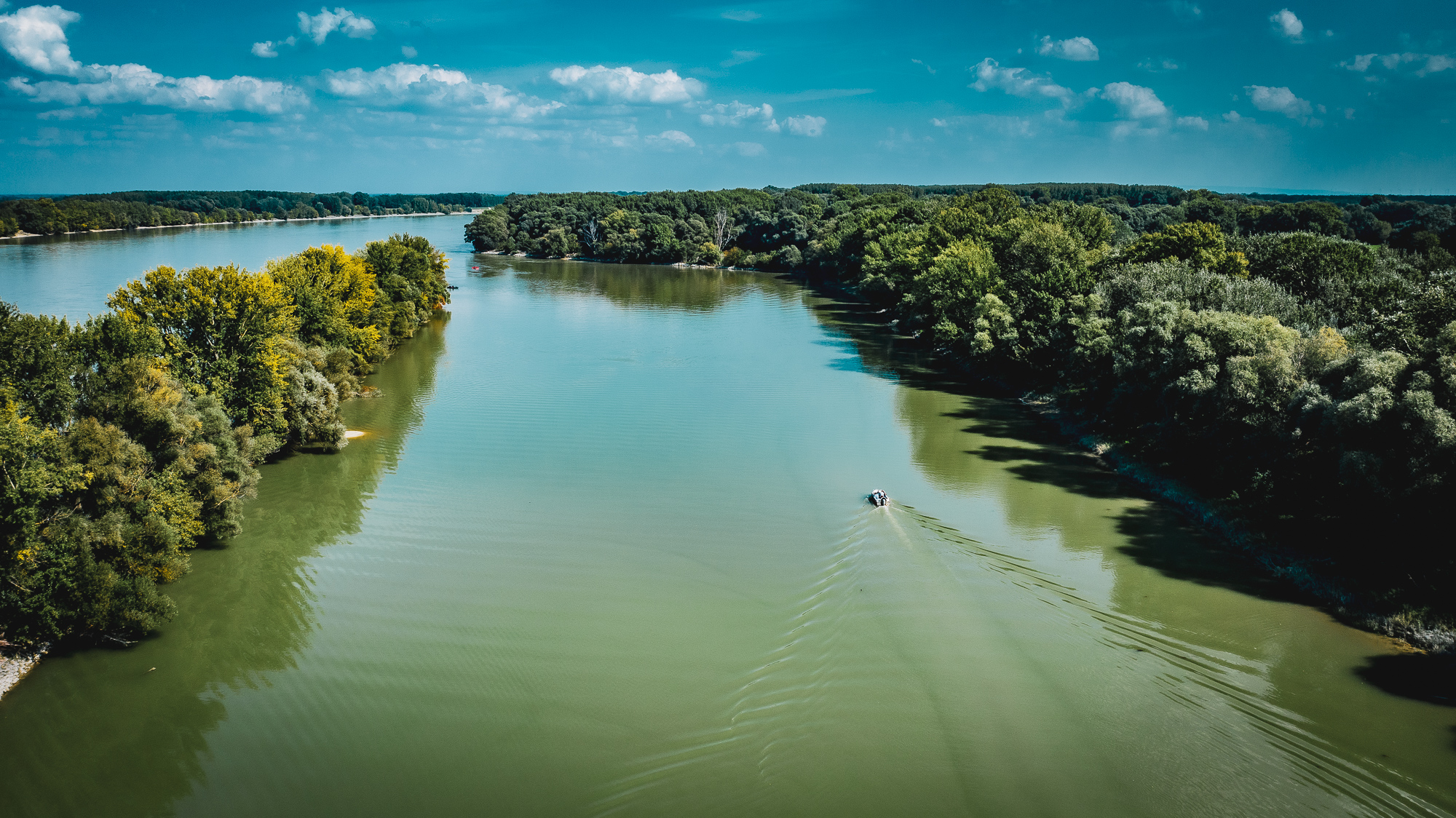
Légifotó Gönyű felett